# Šipački Breg
 Šipački Breg  falu Horvátországban Zágráb megyében. Közigazgatásilag Szamoborhoz tartozik.

## Fekvése
Zágrábtól 29 km-re, községközpontjától 9 km-re délnyugatra a Zsumberk-Szamobori-hegység egyik magaslatán fekszik.

## Története
A falunak 1857-ben 79, 1910-ben 106 lakosa volt. Trianon előtt Zágráb vármegye Szamobori járásához tartozott. A falunak  2011-ben 44  lakosa volt.

## Lakosság
| Lakosság változása | Lakosság változása | Lakosság változása | Lakosság változása | Lakosság változása | Lakosság változása | Lakosság változása | Lakosság változása | Lakosság változása | Lakosság változása | Lakosság változása | Lakosság változása | Lakosság változása | Lakosság változása | Lakosság változása | Lakosság változása |
| ------------------ | ------------------ | ------------------ | ------------------ | ------------------ | ------------------ | ------------------ | ------------------ | ------------------ | ------------------ | ------------------ | ------------------ | ------------------ | ------------------ | ------------------ | ------------------ |
| 1857               | 1869               | 1880               | 1890               | 1900               | 1910               | 1921               | 1931               | 1948               | 1953               | 1961               | 1971               | 1981               | 1991               | 2001               | 2011               |
| 79                 | 77                 | 105                | 118                | 100                | 106                | 88                 | 116                | 133                | 126                | 102                | 87                 | 64                 | 58                 | 45                 | 44                 |

## Külső hivatkozások
- Szamobor hivatalos oldala
- Szamobor város turisztikai egyesületének honlapja